# Nueva Galilea, Altamirano
Nueva Galilea är en ort i Mexiko.   Den ligger i kommunen Altamirano och delstaten Chiapas, i den sydöstra delen av landet, 800 km öster om huvudstaden Mexico City. Nueva Galilea ligger 749 meter över havet och antalet invånare är 351.
Terrängen runt Nueva Galilea är bergig norrut, men söderut är den kuperad. Nueva Galilea ligger nere i en dal. Runt Nueva Galilea är det glesbefolkat, med 19 invånare per kvadratkilometer. Närmaste större samhälle är El Prado Pacayal, 13,2 km nordost om Nueva Galilea. I omgivningarna runt Nueva Galilea växer i huvudsak städsegrön lövskog.